# Industrie Meccaniche Aeronautiche Meridionali
Bei der Firma Industrie Meccaniche Aeronautiche Meridionali SpA (IMAM, etwa: „Südliche Flugzeugbau- und Bearbeitungs-GmbH“) handelt es sich um einen italienischen Flugzeughersteller mit Sitz in Neapel.
Ursprünglich war die Firma Teil der Officine Ferroviarie Meridionali (etwa: „Südliche Eisenbahnwerke“), die 1923 begonnen hatte, Flugzeuge herzustellen. Ab 1925 wurden Flugzeuge von Fokker, wie etwa die IMAM Ro.1, in Lizenz gebaut. Auch wurden für FIAT Flugzeuge hergestellt. Das Kürzel Ro vor der Nummer bedeutet Romeo. Dieses Kürzel wurde bei allen hergestellten Typen ab 1925 verwendet und leitete sich vom Nachnamen des Firmeninhabers Nicola Romeo ab, der auch Besitzer eines Mailänder Automobil- und Flugmotorenherstellers war.
1934 übernahm die extra für diesen Zweck gegründete Firma Società Anonima Industrie Aeronautiche Romeo (etwa: „Romeo Luftfahrtindustrie GmbH“) diesen Teil des inzwischen insolventen Eisenbahnzulieferers und es wurde sofort mit dem Bau eigener Konstruktionen begonnen. 1936 übernahm Breda die Romeo-Werke und formte schließlich die Società Anonima Industrie Meccaniche e Aeronautiche Meridionali.
Die Flugzeuge waren nicht besonders erfolgreich. Lediglich die Aufklärungsflugzeuge IMAM Ro.37 und IMAM Ro.43 wurden in nennenswerten Stückzahlen hergestellt. Nach dem Zweiten Weltkrieg firmierte das Unternehmen ab 1950 als Aerfer.